# São Roque do Pico
São Roque do Pico is een gemeente in het Portugese autonome gebied en eilandengroep Azoren op het eiland Pico.
De gemeente heeft een totale oppervlakte van 142,36 km² en telde 3388 inwoners in 2011.

## Plaatsen in de gemeente
- Prainha
- Santa Luzia
- Santo Amaro
- Santo António
- São Roque do Pico